# NS International
NS International is binnen de Nederlandse Spoorwegen het bedrijfsonderdeel dat internationale treinen exploiteert. Het is de opvolger van NS Hispeed, ook wel NS Internationaal (met een dubbele a) genoemd.
Binnen NS vallen de diensten die NS International aanbiedt onder de werkmaatschappij NS Internationaal BV.
Bij de totstandkoming van het onderdeel viel op de website van NS Hispeed te lezen dat de toenmalige naam de lading niet dekte. De trein naar Berlijn was immers geen hogesnelheidstrein. Bovendien werd de hogesnelheidstrein Fyra naar Brussel opgeheven en de Beneluxtrein weer ingevoerd.
NS International maakt net als voorganger NS Hispeed deel uit van Railteam, een alliantie van Europese hogesnelheidsondernemingen.

## Geschiedenis
In september 2008 is NS Hispeed met proefritten begonnen op de HSL-Zuid, op het traject Amsterdam – Schiphol – Rotterdam. Sinds 7 september 2009 is hier een dienst van de Fyra gaan rijden die sinds 15 december 2013 Intercity direct heet. Oorspronkelijk was dit een uurdienst, sinds oktober 2010 een halfuursdienst, die in april 2011 werd doorgetrokken naar Breda. Op 9 december 2012 werd de Beneluxtrein met weinig succes vervangen door hogesnelheidstreinen.
In 2009 startte HSA - een consortium van NS en KLM - met de treindienst op de HSL-Zuid, de eerste Nederlandse hogesnelheidslijn. HSA Beheer NV was formeel de exploitant van de HSL-Zuid, maar de treindiensten en de kaartverkoop werden uitgevoerd door NS Hispeed. Deze treindiensten werden in samenwerking met de Belgische NMBS uitgevoerd.
Per 1 januari 2014 is NS Hispeed samengevoegd met NS Reizigers en sinds 15 juni 2014 worden de internationale treindiensten uitgevoerd onder de naam NS International. Voor die treindiensten is sindsdien de werkmaatschappij NS Internationaal BV verantwoordelijk. De reden hiervoor is dat de naam de bedrijfsactiviteiten onvoldoende afdekte. Naast hogesnelheidslijnen exploiteren ze enkele internationale intercitydiensten. De exploitatie van Intercity direct (intercity Amsterdam – Breda) valt daardoor sinds de integratie onder NS Reizigers. De treindienst is geïntegreerd met die van het hoofdrailnet. Sinds 9 april 2018 valt de Beneluxtrein ook onder de Intercity direct treinserie, maar de exploitatie van deze trein ligt nog wel bij NS International. Anno 2023 blijkt uit het jaarverslag van NS dat de werkmaatschappij achter NS International - NS Internationaal bv - niet meer onder NS Reizigers valt, maar wederom een op zichzelf staand bedrijfsonderdeel binnen de NS Groep is geworden.

## Treindiensten aangeboden door NS International
| Serie          | Treinsoort                                       | Route | Bijzonderheden |
| -------------- | ------------------------------------------------ | --- | --- |
| 100 ICE 43     | Intercity-Express (NS International)             | Amsterdam Centraal – Utrecht Centraal – Arnhem Centraal – Oberhausen Hbf – Duisburg Hbf – Düsseldorf Hbf ] / [ Hannover Hbf – Minden (Westf) – Herford – Bielefeld Hbf – Gütersloh Hbf – Hamm (Westf) – Hagen Hbf – Wuppertal Hbf ] – Köln Hbf – Siegburg/Bonn – Frankfurt (Main) Flughafen Fernbahnhof – Mannheim Hbf – Karlsruhe Hbf – Offenburg – Freiburg (Breisgau) Hbf – Basel Bad Bf – Basel SBB | Eén keer per dag tussen Amsterdam en Basel. |
| 120/220 ICE 78 | Intercity-Express (NS International)             | Amsterdam Centraal – Utrecht Centraal – Arnhem Centraal – Oberhausen Hbf – Duisburg Hbf – Düsseldorf Hbf – Köln Hbf – Frankfurt (Main) Flughafen Fernbahnhof – Frankfurt (Main) Hbf | Wordt aangevuld door de serie 100 / ICE 43. |
| 140/240 IC 77  | Intercity (NS International / DB Fernverkehr)    | Amsterdam Centraal – Hilversum – Amersfoort Centraal – Apeldoorn – Deventer – Hengelo – Bad Bentheim – Rheine – Osnabrück Hbf – Bünde (Westf) – Hannover Hbf – Berlin-Spandau – Berlin Hbf – Berlin Ostbahnhof | Stopt niet in Almelo. Rijdt elke twee uur. |
| Eurostar 9100  | Eurostar (Eurostar)                              | Amsterdam Centraal – Rotterdam Centraal – Brussel-Zuid – Lille-Europe – London St Pancras International | Rijdt niet in Nederland in 2025. Wordt mogelijk in de loopt van 2025 weer opgestart. |
| 9200 IC 35     | EuroCity, Beneluxtrein (NMBS)                    | Rotterdam Centraal – Breda – Noorderkempen – Antwerpen-Centraal – Mechelen – Brussels Airport-Zaventem – Brussel-Noord – Brussel-Centraal – Brussel-Zuid | Via HSL Schiphol - Antwerpen. |
| Eurostar 9300  | Eurostar (Eurostar)                              | Amsterdam Centraal – Schiphol Airport – Rotterdam Centraal – Antwerpen-Centraal – Brussel-Zuid – Paris-Nord | Via HSL. Diverse ritten alleen tussen Amsterdam en Brussel. |
| Eurostar 9900  | Eurostar (Eurostar)                              | Amsterdam Centraal – Schiphol Airport – Rotterdam Centraal – Antwerpen-Centraal – Brussel-Zuid – [ Aéroport Charles-de-Gaulle 2 TGV – Marne-la-Vallée - Chessy ] / [ Chambéry-Challes-les-Eaux – Albertville – Moûtiers - Salins - Brides-les-Bains – Aime-La Plagne – Landry – Bourg-Saint-Maurice ] / [ Valence-Rhône-Alpes-Sud TGV – Avignon TGV – Aix-en-Provence TGV – Marseille Saint-Charles ]   | Via HSL. Marne-la-Vallée - Chessy 2 keer per dag. Bourg-Saint-Maurice 1 keer per week in de winter. Marseille Saint-Charles 1 keer per week in de zomer.                                                 |
| 9500           | Eurocity Direct, Beneluxtrein (NS International) | Lelystad Centrum – Almere Buiten – Almere Centrum – Amsterdam Zuid – Schiphol Airport – Rotterdam Centraal – Antwerpen-Centraal – Brussel-Zuid | Via HSL. Tussen Schiphol en Rotterdam is bij een reis binnen Nederland een toeslag verschuldigd. Rijdt na 20:00 uur, zaterdagochtend vroeg en op zondag enkel tussen Amsterdam Zuid en Brussel-Zuid v.v. |

## Materieel
NS International is participant in twee internationale hogesnelheidsdiensten: Eurostar en ICE International. Hoewel het rijdend materieel wordt gedeeld, hebben alle participanten een deel van de treinen in eigendom. NS International bezit twee TGV PBKA-treinen, gebruikt door Eurostar voor de dienst tussen Amsterdam en Parijs, en drie ICE 3M-treinen, die gebruikt worden voor de ICE-dienst. Het vierde ICE-stel werd op 31 december 2011 verkocht aan de Deutsche Bahn.
De leasemaatschappij NS Financial Services Company bestelde in 2004-2005 voor lease aan HSA zestien V250-treinen van AnsaldoBreda voor inzet door NS Hispeed. Samen met drie exemplaren die de NMBS bestelde waren ze bestemd voor de derde internationale hogesnelheidsdienst, de Fyra. Deze verzorgde treinverbindingen tussen Amsterdam en Breda alsmede tussen Amsterdam en Brussel. Deze treinen bestaan uit acht rijtuigen en hebben een topsnelheid van 250 km/h. De treinen verschenen op 29 juli 2012 voor het eerst in de commerciële dienst. Wegens aanhoudende technische problemen en veiligheidsrisico's werd op 18 januari 2013 de inzet van deze treinen voorlopig gestaakt. Vanaf juni 2013 werd de inzet van de treinen definitief gestaakt.
Voor de uitvoering van de treindiensten van de Beneluxtrein, tot 8 december 2012, beschikte NS Hispeed over 77 Intercityrijtuigen en huurt ze 12 Bombardier Traxx F140 MS elektrische locomotieven van Angel Trains, genummerd in de reeks E186 111 tot E186 122. Deze locs hebben de HLE 11-locomotieven vervangen, die wegens ouderdom in 2010 voor de internationale dienst buiten dienst zijn gesteld. Dit materieel werd tot december 2012 voor de dienst Amsterdam – Brussel ingezet tot er voldoende Ansaldo-treinstellen beschikbaar waren. Na het uitvallen van de V250-treinen werden deze ex-Beneluxtreinen in de loop van 2013 weer gedeeltelijk op hun oude route ingezet.
| Soort           | Type                 | Topsnelheid (km/h)            | Aantal | Bouwjaar  | In gebruik bij | Bijzonderheden | Afbeelding |
| --------------- | -------------------- | ----------------------------- | ------ | --------- | --- | -------------- | ---------- |
| TGV PBKA        | Elektrisch treinstel | 320 (300 in reguliere dienst) | 2      | 1997      | Eurostar Amsterdam – Parijs | Ex-Thalys      |            |
| ICE 3neo        | Elektrisch treinstel | 330 (300 in reguliere dienst) | 90     | 2022      | ICE International |                |            |
| NS 186          | Locomotief           | 160                           | 31     | 2007      | - Intercity direct Amsterdam – Breda - Intercity direct Amsterdam – Rotterdam - Intercity Den Haag – Eindhoven - Intercity direct International Brussel (Amsterdam – Brussel), samen met NMBS HLE 28 |                |            |
| HLE 28          | Locomotief           | 160                           | 3      | 2007      | Intercity direct Amsterdam – Brussel, waarbij deze locomotieven ingezet worden door de NMBS |                |            |
| ICRm            | Rijtuig              | 160                           | 77     | 1986      | - Intercity direct Amsterdam – Breda - Intercity direct Amsterdam – Rotterdam - Intercity Den Haag – Eindhoven - Intercity direct Amsterdam – Brussel met NMBS HLE 28 of NS 186                      |                |            |
| Siemens Vectron | Locomotief           | 160                           | 4      | 2019-2020 | - Nightjet Amsterdam – Innsbruck / Wenen - Nightjet Amsterdam – Zürich - Intercity Amsterdam – Berlijn                                                                                               |                |            |

### Toekomstig materieel
| Soort                      | Type                 | Topsnelheid (km/h) | Aantal | Bouwjaar  | In gebruik bij                       | Bijzonderheden | Afbeelding |
| -------------------------- | -------------------- | ------------------ | ------ | --------- | ------------------------------------ | --- | ---------- |
| Intercity Nieuwe Generatie | Elektrisch treinstel | 200                | 21     | 2020-2025 | Intercity direct Amsterdam – Brussel | Versie met 8 rijtuigen. De NS gebruikt sinds april 2023 dezelfde type trein voor de binnenlandse HSL dienstregeling. |            |

### Voormalig materieel
| Soort                         | Type                 | Topsnelheid (km/h)            | Aantal                           | Bouwjaar   | Bijzonderheden | Afbeelding |
| ----------------------------- | -------------------- | ----------------------------- | -------------------------------- | ---------- | --- | ---------- |
| V250                          | Elektrisch treinstel | 250                           | 16 besteld, waarvan 9 afgeleverd | vanaf 2008 | In december 2012 - januari 2013 in gebruik bij Fyra. 3 werden ingezet in de treinenomloop Amsterdam – Brussel; voor een uurdienst zouden er 5 nodig geweest zijn. |            |
| 1700 (elektrische locomotief) | Locomotief           | 180 (140 in reguliere dienst) | 8                                | 1993       | Intercity Amsterdam - Berlijn |            |
| ICE 3                         | Elektrisch treinstel | 330 (300 in reguliere dienst) | 4                                | 1999       | ICE International |            |